# Eric Carle

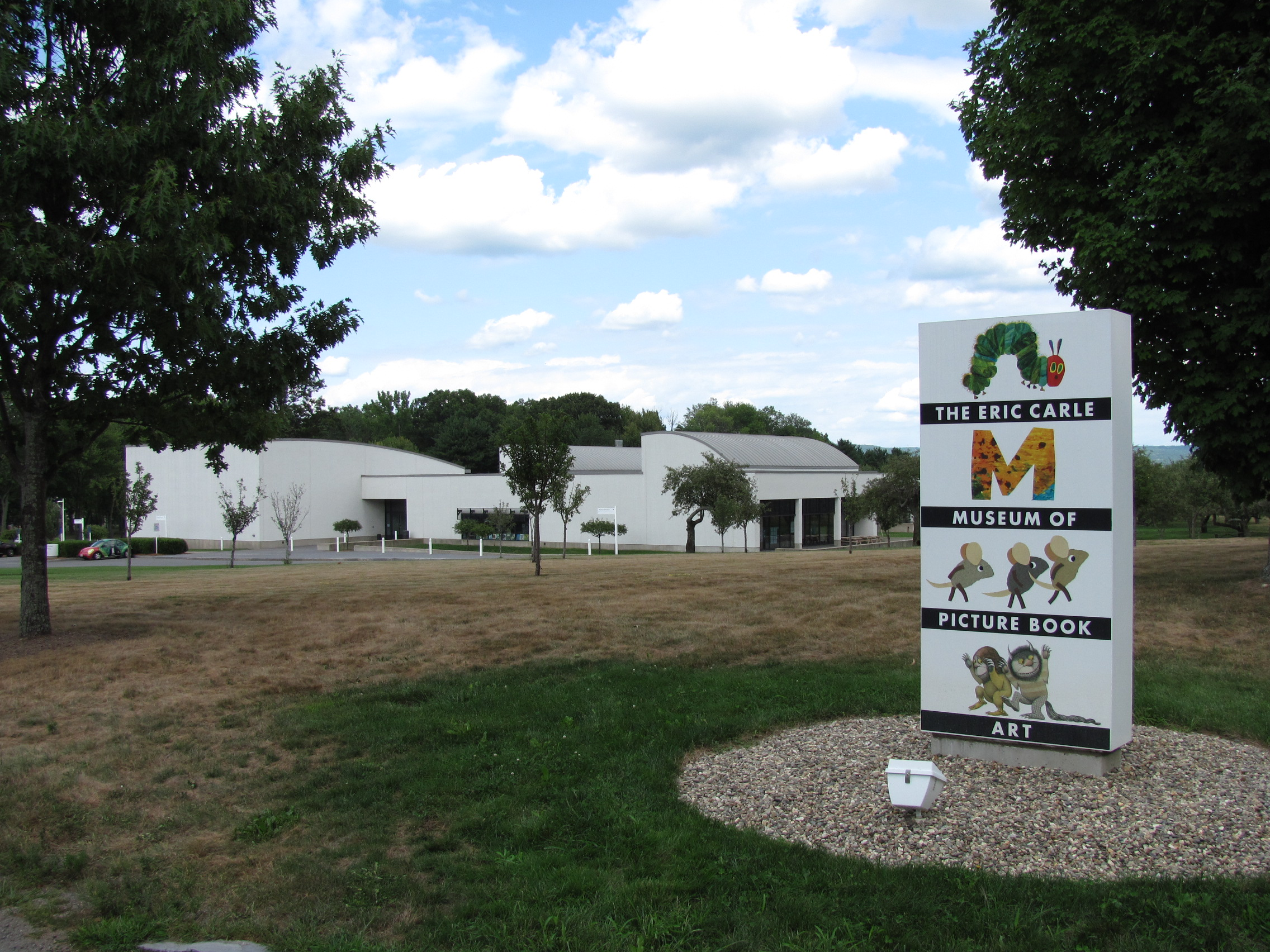
Eric Carle Museum of Picture Book Art

Eric Carle (Syracuse, Nova York, 25 de juny de 1929 - Northampton, 23 de maig de 2021) fou un autor i il·lustrador estatunidenc de literatura infantil.

## Vida
Carle nasqué als Estats Units fill de pares alemanys emigrats i el 1935, quan tenia 6 anys, es va traslladar a Alemanya. Allà visqué la guerra, amb l'absència del pare, el trasllat a una família d'acollida per evitar els bombardejos de Stuttgart i fins i tot la mobilització forçosa dels nois de 15 anys per cavar trinxeres. Ell sempre va voler tornar als Estats Units, la terra de les seves felices memòries de la infància; per això l'any 1952 va tornar a Nova York, després d'haver estudiat art a Stuttgart a la Staatliche Akademie der Bildenden Künste. Va començar treballant de dissenyador gràfic i més tard va ser director artistic d'una agència d'anuncis.

## Obra
La seva carrera artística com a il·lustrador va començar fent els dibuixos del conte Brown bear, brown bear, what do you see? per l'autor Bill Martin Jr, que li ho va demanar després de veure el dibuix que havia fet per un anunci. Després ell va començar a crear les seves pròpies històries, la primera de les quals fou 1, 2, 3 to the zoo. Poc després aparegué The very hungry Caterpillar (1969) que el va llançar a la fama com a autor i il·lustrador infantil.
La seva tècnica per il·lustrar els llibres es basa a fer collages de papers tenyits a mà amb colors. Els protagonistes de les seves històries tot sovint són animals.
Ha estat nomenat doctor honoris causa pel Bates College i ha rebut altres premis de literatura infantil.
Junt amb la seva dona, Barbara Carle, va fundar l'Eric Carle Museum of Picture Book Art que es troba prop del campus del Hampshire College a Amherst, Massachusetts.
Morí als 91 anys a Northampton, Massachusetts.

## Llibres publicats
Els primers llibres que publicà són:
- Brown bear, brown bear, what do you see? (1967)
- 1, 2, 3 to the zoo (1968)
- The very hungry caterpillar (1969)

## Obra traduïda
- La pequeña oruga glotona[4](2002)